# Monterosi Football Club 2020-2021
Questa voce raccoglie le informazioni riguardanti il Monterosi Football Club nelle competizioni ufficiali della stagione 2020-2021.

## Divise e sponsor
Il fornitore tecnico per la stagione 2020-2021 è Joma.
| Casa | Trasferta |

## Rosa
| N. |                   | Ruolo | Calciatore                   |
| -- | ----------------- | ----- | ---------------------------- |
|    | Italia (bandiera) | P     | Alessio Salvato              |
|    | Italia (bandiera) | P     | Francesco Tocci              |
|    | Italia (bandiera) | P     | Carlo Torelli                |
|    | Italia (bandiera) | D     | Lorenzo Angeli               |
|    | Italia (bandiera) | D     | Alessandro Berardi           |
|    | Mali (bandiera)   | D     | Kabine Camara                |
|    | Italia (bandiera) | D     | Damiano Cancellieri          |
|    | Italia (bandiera) | D     | Andrea Costantini (capitano) |
|    | Italia (bandiera) | D     | Matteo Gemini                |
|    | Italia (bandiera) | D     | Danilo Pasqualoni            |
|    | Italia (bandiera) | D     | Lorenzo Pellacani            |
|    | Italia (bandiera) | D     | Alessio Petti                |
|    | Italia (bandiera) | D     | Danilo Piroli                |
|    | Italia (bandiera) | C     | Davide Borrelli              |

| N. |                   | Ruolo | Calciatore         |
| -- | ----------------- | ----- | ------------------ |
|    | Italia (bandiera) | C     | Davide Buono       |
|    | Italia (bandiera) | C     | Paolo Capodaglio   |
|    | Italia (bandiera) | C     | Fabio Francucci    |
|    | Italia (bandiera) | C     | Andrea Montanari   |
|    | Italia (bandiera) | C     | Matteo Vagnoni     |
|    | Italia (bandiera) | A     | Precious Amayah    |
|    | Italia (bandiera) | A     | Gianmarco Caon     |
|    | Italia (bandiera) | A     | Giacomo Lucatti    |
|    | Italia (bandiera) | A     | Lorenzo Persichini |
|    | Italia (bandiera) | A     | Lorenzo Rea        |
|    | Italia (bandiera) | A     | Andrea Sivilla     |
|    | Italia (bandiera) | A     | Ivan Squerzanti    |
|    | Gambia (bandiera) | A     | Mousa Balla Sowe   |
|    | Italia (bandiera) | A     | Matteo Zambrini    |

## Calciomercato

### Sessione estiva(dal 01/07 al 30/10)
| Acquisti | Acquisti            | Acquisti             | Acquisti      |
| R.       | Nome                | da                   | Modalità      |
| -------- | ------------------- | -------------------- | ------------- |
| P        | Alessio Salvato     | Ladispoli            | svincolato    |
| P        | Carlo Torelli       | Viterbese            | prestito      |
| D        | Alessandro Berardi  | Tor Tre Teste        | svincolato    |
| D        | Kabine Camara       | Aprilia              | prestito      |
| D        | Damiano Cancellieri | Torino               | svincolato    |
| D        | Matteo Gemini       | Delta Porto Tolle    | svincolato    |
| D        | Danilo Pasqualoni   | Arzignano Valchiampo | svincolato    |
| C        | Davide Borrelli     | Recanatese           | svincolato    |
| C        | Andrea Montanari    |                      | svincolato    |
| C        | Cristiano Palombi   | Vis Artena           | fine prestito |
| C        | Matteo Vagnoni      | Perugia              | svincolato    |
| A        | Gianmarco Caon      |                      | svincolato    |
| A        | Giacomo Lucatti     | Seregno              | svincolato    |
| A        | Lorenzo Rea         | Sambenedettese       | prestito      |
| A        | Andrea Sivilla      | Chieti               | svincolato    |
| A        | Mousa Balla Sowe    | Turris               | svincolato    |
| A        | Marco Zambrini      | Cynthia              | svincolato    |

| Cessioni | Cessioni              | Cessioni                  | Cessioni      |
| R.       | Nome                  | a                         | Modalità      |
| -------- | --------------------- | ------------------------- | ------------- |
| P        | Luis Arturo De Maio   | Pomezia                   | svincolato    |
| P        | Giuseppe Marcianò     | Frosinone                 | fine prestito |
| P        | Gabriele Rocchi       | Ronciglione               | svincolato    |
| D        | Slobodan Dekić        |                           | svincolato    |
| D        | Antonio Esposito      | Frosinone                 | fine prestito |
| D        | Gian Matteo Gasperini | Flaminia CivitaCastellana | svincolato    |
| D        | Kabine Camara         | Aprilia                   | fine prestito |
| C        | Gabriele Canestrelli  | Viterbese                 | fine prestito |
| C        | Emiliano Massimo      | Trastevere                | svincolato    |
| C        | Valerio Matstrantonio | Frosinone                 | fine prestito |
| C        | Cristiano Palombi     | Carbonia                  | svincolato    |
| C        | Axel Traoré           | Cynthialbalonga           | svincolato    |
| A        | Manuel Angelilli      | Cynthialbalonga           | svincolato    |
| A        | Leonardo Guidarelli   |                           | svincolato    |
| A        | Renan Pippi           | Pomezia                   | svincolato    |
| A        | Fabrizio Roberti      | Latte Dolce               | svincolato    |
| A        | Jacopo Sciamanna      | Flaminia CivitaCastellana | svincolato    |

### Sessione invernale(dal 01/12 al 26/02)
| Acquisti | Acquisti        | Acquisti   | Acquisti   |
| R.       | Nome            | da         | Modalità   |
| -------- | --------------- | ---------- | ---------- |
| P        | Francesco Tocci | FC Messina | svincolato |
| A        | Precious Amayah |            | svincolato |

| Cessioni | Cessioni        | Cessioni   | Cessioni   |
| R.       | Nome            | a          | Modalità   |
| -------- | --------------- | ---------- | ---------- |
| A        | Ivan Squerzanti | Trastevere | svincolato |

## Risultati

### Serie D

#### Girone d'andata
| Arbitro: | Campagni (Firenze) |

|                             |           |                       |
| Cancellieri 10’ Lucatti 72’ | Marcatori | 2’ (rig.) Kyeremateng |

| Cassino 4 ottobre 2020, ore 15:00 CEST 2ª giornata | Cassino             | 0 – 0 | Monterosi | Stadio Gino Salveti (0 spett.)\| Arbitro: \| Drigo (Portogruaro) \| |
| Arbitro:                                           | Drigo (Portogruaro) |       |           |                                                                     |

| Arbitro: | Romei (Isernia) |

|                      |           |  |
| Sowe 11’ Lucatti 55’ | Marcatori |  |

| Arbitro: | Migliorini (Verona) |

|  |           |             |
|  | Marcatori | 28’ Sivilla |

| Arbitro: | Angelillo (Nola) |

|                              |           |  |
| Montanari 84’ Costantini 89’ | Marcatori |  |

| Arbitro: | Capriuolo (Bari) |

|               |           |             |
| Cozzolino 42’ | Marcatori | 32’ Sivilla |

| Arbitro: | Robilotta (Sala Consilina) |

|                     |           |                    |
| Sivilla 4’, 9’, 54’ | Marcatori | 33’ (rig.) Camilli |

| Arbitro: | Di Cicco (Lanciano) |

|                      |           |                          |
| Del Sorbo 88’ (rig.) | Marcatori | 43’ Lucatti 90’ Zambrini |

| Arbitro: | Mastrodomenico (Matera) |

|                                             |           |             |
| Petti 18’ Costantini 59’ (rig.) Lucatti 69’ | Marcatori | 42’ Diakite |

| Formia 10 febbraio 2021, ore 14:30 CET 10ª giornata | Insieme Formia   | 0 – 0 | Monterosi | Stadio Washington Parisio (0 spett.)\| Arbitro: \| Cosseddu (Nuoro) \| |
| Arbitro:                                            | Cosseddu (Nuoro) |       |           |                                                                        |

| Arbitro: | Viapiana (Catanzaro) |

|                        |           |             |
| Piroli 10’ Sivilla 49’ | Marcatori | 37’ Defendi |

| Arbitro: | Castellano (Nichelino) |

|                         |           |                                             |
| Kujabi 31’ Nuvoli 90+1’ | Marcatori | 15’ Borrelli 41’ Costantini 61’ Cancellieri |

| Arbitro: | Verrocchi (Sulmona) |

|                                   |           |                |
| Costantini 48’ (rig.) Vagnoni 65’ | Marcatori | 20’ Puntoriere |

| Arbitro: | Luongo (Napoli) |

|  |           |                       |
|  | Marcatori | 82’ (rig.) Costantini |

| Arbitro: | Gemelli (Messina) |

|                                                |           |            |
| Costantini 11’ (rig.) Borrelli 46’ Lucatti 49’ | Marcatori | 72’ Alonzi |

| Arbitro: | Gagliardini (Macerata) |

|             |           |  |
| Sivilla 50’ | Marcatori |  |

| Arbitro: | Frosi (Macerata) |

|                               |           |             |
| Cappai 22’ (rig.) Piredda 30’ | Marcatori | 89’ Sivilla |

#### Girone di ritorno
| Torre Annunziata 21 febbraio 2021, ore 14:30 CET 18ª giornata | Savoia                 | 0 – 0 | Monterosi | Stadio Alfredo Giraud (0 spett.)\| Arbitro: \| Arcidiacono (Acireale) \| |
| Arbitro:                                                      | Arcidiacono (Acireale) |       |           |                                                                          |

| Arbitro: | Casalini (Pontedera) |

|                               |           |  |
| Sivilla 26’ Caon 33’ Sowe 63’ | Marcatori |  |

| Arbitro: | Ceriello (Chiari) |

|                        |           |                            |
| Antonelli 11’ Kone 24’ | Marcatori | 6’ Pellacani 64’, 85’ Sowe |

| Arbitro: | Moretti (Firenze) |

|                                   |           |  |
| Costantini 20’ (rig.) Lucatti 44’ | Marcatori |  |

| Arbitro: | Gigliotti (Cosenza) |

|  |           |                   |
|  | Marcatori | 31’ (aut.) Oliana |

| Arbitro: | Bonacina (Bergamo) |

|                            |           |  |
| Costantini 55’, 71’ (rig.) | Marcatori |  |

| Arbitro: | Guida (Torre Annunziata) |

|            |           |                |
| Varela 14’ | Marcatori | 79’ Costantini |

| Arbitro: | Tesi (Lucca) |

|                                        |           |                           |
| Costantini 25’ (rig.) Sivilla 61’, 63’ | Marcatori | 17’ Di Falco 53’ Mazzotta |

| Arbitro: | De Angeli (Milano) |

|            |           |          |
| Talamo 43’ | Marcatori | 38’ Sowe |

| Monterosi 18 aprile 2021, ore 15:00 CEST 27ª giornata | Monterosi          | 0 – 0 | Insieme Formia | Stadio Marcello Martoni (0 spett.)\| Arbitro: \| Maccarini (Arezzo) \| |
| Arbitro:                                              | Maccarini (Arezzo) |       |                |                                                                        |

| Arbitro: | Rodigari (Bergamo) |

|  |           |                             |
|  | Marcatori | 24’ Sivilla 27’ Cancellieri |

| Arbitro: | Renzi (Pesaro) |

|                            |           |  |
| Sivilla 8’, 33’ Piroli 59’ | Marcatori |  |

| Arbitro: | Molinaro (Lamezia Terme) |

|            |           |                |
| Energe 15’ | Marcatori | 88’ Persichini |

| Arbitro: | Duzel (Castelfranco Veneto) |

|                       |           |  |
| Piroli 47’ Sowe 90+2’ | Marcatori |  |

| Arbitro: | Gregoris (Pescara) |

|             |           |                                        |
| Carbone 70’ | Marcatori | 1’ Lucatti 47’ Sivilla 53’ Cancellieri |

| Arbitro: | Zambetti (Lovere) |

|                                                     |           |                                                                         |
| Poziello 33’ (rig.) Micillo 42’ Filogamo 79’ (rig.) | Marcatori | 10’ Borrelli 21’, 73’ Sivilla 35’ Pellacani 77’ Piroli 90+2’ Persichini |

| Arbitro: | Andeng Tona Mbei (Cuneo) |

|                                            |           |                                   |
| Borrelli 23’ Bagaglini 53’ (aut.) Caon 63’ | Marcatori | 60’ Cannas 71’ Cappai 90+1’ Russu |

## Statistiche

### Statistiche di squadra
| Competizione | Punti | In casa | In casa | In casa | In casa | In casa | In casa | In trasferta | In trasferta | In trasferta | In trasferta | In trasferta | In trasferta | Totale | Totale | Totale | Totale | Totale | Totale | D.R. |
| Competizione | Punti | G       | V       | N       | P       | Gf      | Gs      | G            | V            | N            | P            | Gf           | Gs           | G      | V      | N      | P      | Gf     | Gs     | D.R. |
| ------------ | ----- | ------- | ------- | ------- | ------- | ------- | ------- | ------------ | ------------ | ------------ | ------------ | ------------ | ------------ | ------ | ------ | ------ | ------ | ------ | ------ | ---- |
| Serie D      | 81    | 17      | 15      | 2       | 0       | 38      | 11      | 17           | 9            | 7            | 1            | 27           | 15           | 34     | 24     | 9      | 1      | 65     | 26     | +39  |

### Andamento in campionato
| Giornata  | 1 | 2 | 3 | 4 | 5 | 6 | 7 | 8 | 9 | 10 | 11 | 12 | 13 | 14 | 15 | 16 | 17 | 18 | 19 | 20 | 21 | 22 | 23 | 24 | 25 | 26 | 27 | 28 | 29 | 30 | 31 | 32 | 33 | 34 |
| --------- | - | - | - | - | - | - | - | - | - | -- | -- | -- | -- | -- | -- | -- | -- | -- | -- | -- | -- | -- | -- | -- | -- | -- | -- | -- | -- | -- | -- | -- | -- | -- |
| Luogo     | C | T | C | T | C | T | C | T | C | T  | C  | T  | C  | T  | C  | C  | T  | T  | C  | T  | C  | T  | C  | T  | C  | T  | C  | T  | C  | T  | C  | T  | T  | C  |
| Risultato | V | N | V | V | V | N | V | V | V | N  | V  | V  | V  | V  | V  | V  | P  | N  | V  | V  | V  | V  | V  | N  | V  | N  | N  | V  | V  | N  | V  | V  | V  | N  |
| Posizione | 7 | 8 | 4 | 2 | 1 | 2 | 2 | 2 | 1 | 2  | 2  | 1  | 1  | 1  | 1  | 1  | 1  | 1  | 1  | 1  | 1  | 1  | 1  | 1  | 1  | 1  | 1  | 1  | 1  | 1  | 1  | 1  | 1  | 1  |

Legenda:

Luogo: C = Casa; T = Trasferta. Risultato: V = Vittoria; N = Pareggio; P = Sconfitta.